# Biagamugep
Biagamugep, nekadašnje glavno selo Kamdüka ili Bannock Creek Šošona poznati i pod imenom poglavice Pocatella kao Pocatello's Band. Selo se nalazilo u blizini Keltona, danas “grada duhova” na sjeveru Utaha, odakle je nakon serije ratova i mirovnog ugovora, sa svojim Šošonima odselio na rezervat u južni Idaho. Grad Pocatello u Idahu dobio je ime po njemu.